# Пиццо, Филип
Филип Пицо (англ. Philip Pizzo; род. 1950, Уинчестер, Массачусетс) — американский насильник, совершивший серию изнасилований девушек и женщин на территории городской агломерации Большой Бостон ,штат Массачусетс, в период с 12 августа 1983 по 19 января 1984 года. В ноябре 1984 года Пиццо был осужден за похищение и изнасилование семи женщин и получил в качестве наказания 11 сроков в виде пожизненного лишения свободы с правом условно-досрочного освобождения. Свою вину Пиццо признал и впоследствии признался в совершении 20 изнасилований. Преступления Филипа Пиццо вызвали моральную панику, благодаря чему в период его зверств  в разных городах штата  девушкам и женщинам рекомендовалось воздержаться от посещений торговых центров без постороннего сопровождения

## Биография
Филип Пиццо родился в 1950-м году в городе Уинчестер, штат Массачусетс. Имел двух сестер. Его отец занимался предпринимательской деятельностью, вследствие чего семья Пиццо не испытывала материальных трудностей. Несмотря на это детство и юность Филип провел в социально-неблагополучной обстановке, так как его отец подвергал его агрессии и его мать. По причине слабых моральных качеств мать Филипа придерживалась индиффирентного стиля воспитания детей, вследствие чего не могла обеспечить им безопасность от агрессии отца и проявляла к ним холодное отношение, что негативно отразилось на развитии личности Филипа, вследствие чего в юношеские годы он начал страдать комплексом неполноценности и демонстрировать признаки сексуальных девиаций. В 1966 году он был замечен в вуайеризме и начал увлекаться фетишистским трансвестизмом, используя для удовлетворения сексуальных потребностей нижнее белье своей сестры. В 1968 году незадолго до окончания школы, Пиццо был арестован по обвинению в непристойном поведении, после того как он демонстрировал свои половые органы девушкам в публичном месте, но в конечном итоге он отделался административным штрафом и не был привлечен к уголовной ответственности. После окончания школы Пиццо был призван в армию США, которая в то время вела войну во Вьетнаме. Благодаря материальной поддержке отца, он избежал отправки во Вьетнам и был зачислен в ряды Национальной гвардии США. После окончания службы Пиццо поступил в Северо-Восточный университет, который окончил в середине 1970-х со степенью бакалавра в области государственного управления и экономики. В 1976 году он переехал в город Уэстфорд и начал сожительствовать с девушкой, которая в 1983 году после 6 лет совместной жизни бросила его из-за неудовлетворенности в отношениях. Из-за эмоциональной привязанности к сожительнице, процесс разрыва отношений прошел для Пиццо в болезненной форме, вследствие чего для улучшения психического здоровья и поиска мотивации, он вскоре начал посещать ночные клубы и Секс-кинотеатры. После безуспешных попыток создать интимные отношения с девушками, Пиццо стал демонстрировать признаки мизогинии и был замечен в проявлении гнева по отношению к окружающим.

## Преступления
В период с в период с 12 августа 1983 года по 19 января 1984 года Филип Пиццо совершил серию похищений и изнасилований девушек в торговых центрах Meadow Glen Mall, South Shore Shopping Plaza, Woburn Mall, Clover Leaf Marketplace, расположенных в городе Натик и в торговом центре North Shore Shopping Center, расположенном в городе Пибоди, округ Эссекс. В качестве жертв насильник выбирал незнакомых ему девушек в возрасте 19-28 лет, которых под угрозой ножа похищал с парковки торговых центров в вечернее время суток. После похищения Пиццо завязывал жертвам глаза, затыкал рот кляпом и привозил в свой дом, расположенный в Уэстфорде, где в течение последующих часов подвергал жертв сексуальному насилию, в том числе содомии, после чего принуждал жертв употреблять алкогольные напитки и принимать душ для уничтожения биологических следов и других доказательств преступления. После изнасилований Пиццо в большинстве случаев отвозил жертв на парковки торговых центров, где было совершено похищение. В одном из случаев он изменил своему образу действия и высадил жертву в лесистой местности, выбросив ее одежду из салона автомобиля. В другом случае он высадил жертву на парковке одного из торговых центров полностью обнаженной, отказавшись вернуть ей одежду
В январе 1984 году во время очередного похищения, очередная жертва Пиццо сумела освободиться от пут и вступила с ним в противоборство за контроль над управлением автомобилем и оружием, вследствие чего получила удар ножом в область рта, который повредил ей губу и язык. Жертва сумела покинуть салон автомобиля похитителя и позже заявила в полицию об инциденте, дав описание внешнего вида его автомобиля и описание его внешности.
В последующие месяцы автомобиль Филипа Пиццо был несколько раз замечен на парковках различных торговых центров, где он проявлял неадекватное поведение. После того, как он был идентифицирован в качестве преступника жертвой, получившей ранение ножом Филип Пиццо был арестован в доме своих родителей 8 марта 1984 года. После ареста ряд из его жертв также идентифицировали его как насильника и на основании элементов интерьера его дома идентифицировали его дом как место совершения преступления.

## Суд
Несмотря на то, что Пиццо утверждал что совершил 20 похищений и изнасилований женщин, ему были предъявлено обвинение в нападении и попытке изнасиловании девушки и обвинения в похищении и совершении изнасилований шести женщин, так как многие девушки из числа его жертв не обратились в полицию из-за боязни предать случившееся огласке. 6 ноября 1984 года Филип Пиццо полностью признал себя виновным по всем пунктам обвинения, на основании чего получил в качестве уголовного наказания 11 сроков в виде пожизненного лишения свободы с правом условно-досрочного освобождения. 

## В заключении
В 1985 году Филип Пиццо был этапирован в пенитенциарное учреждение Massachusetts Treatment Center, где он в течение последующих 24 лет прошел множество программ по реабилитации сексуальных преступников. Отбыв в заключении более 25 лет, в 2010 году он подал ходатайство на условно-досрочное освобождение, которое было отклонено.
В 2015 году он во второй раз подал ходатайство, но совет по условно-досрочному освобождению признал его не способным определять свою дальнейшую моральную деятельность и принимать систему ценностей общества, по причине чего был сделан  вывод что Пиццо способен на рецидив. В конечном итоге его ходатайство снова было отклонено. В очередной раз Филип Пиццо сможет подать ходатайство в 2020 году.